# Jan Kotěra

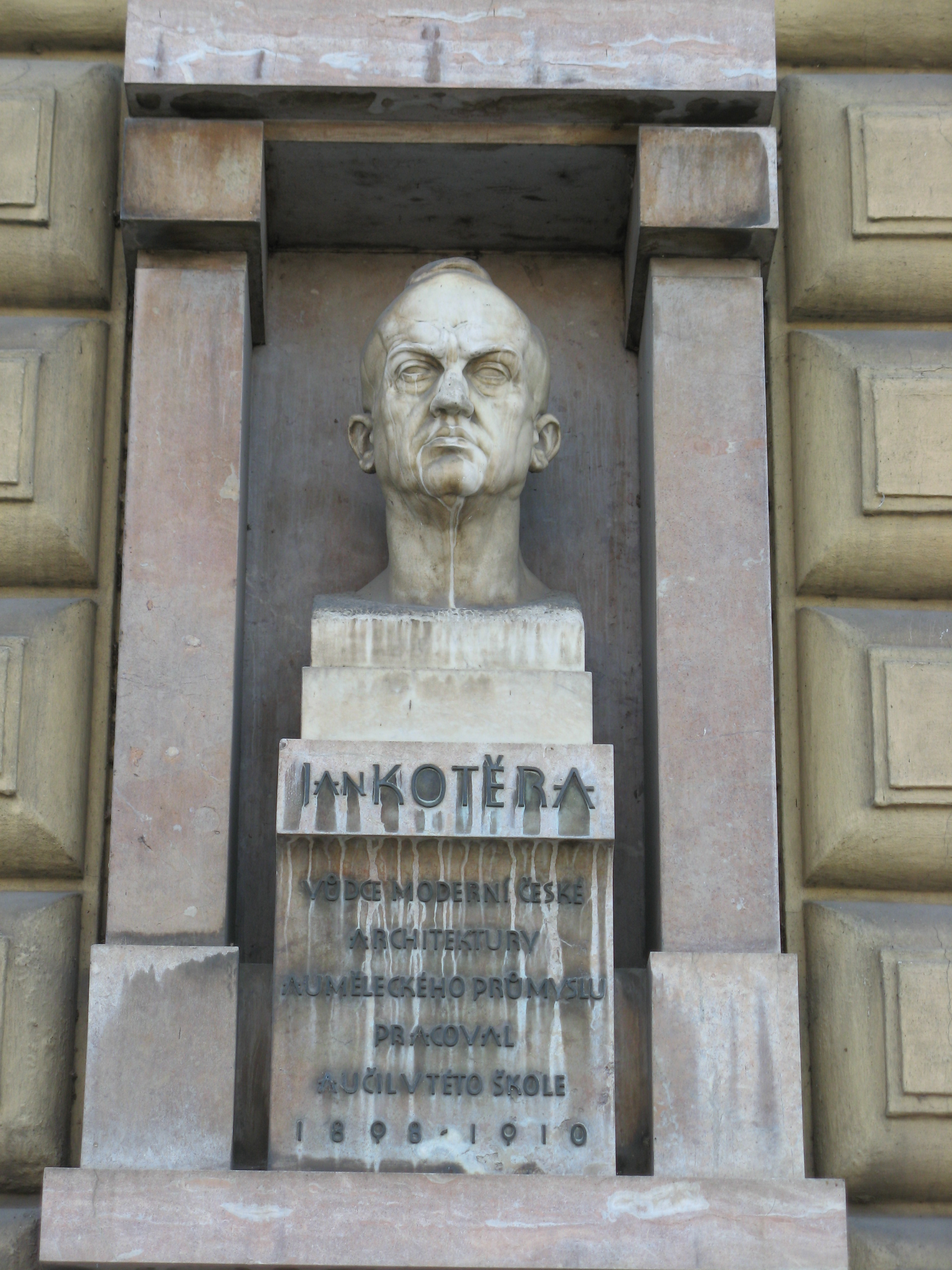
Busto en Praga

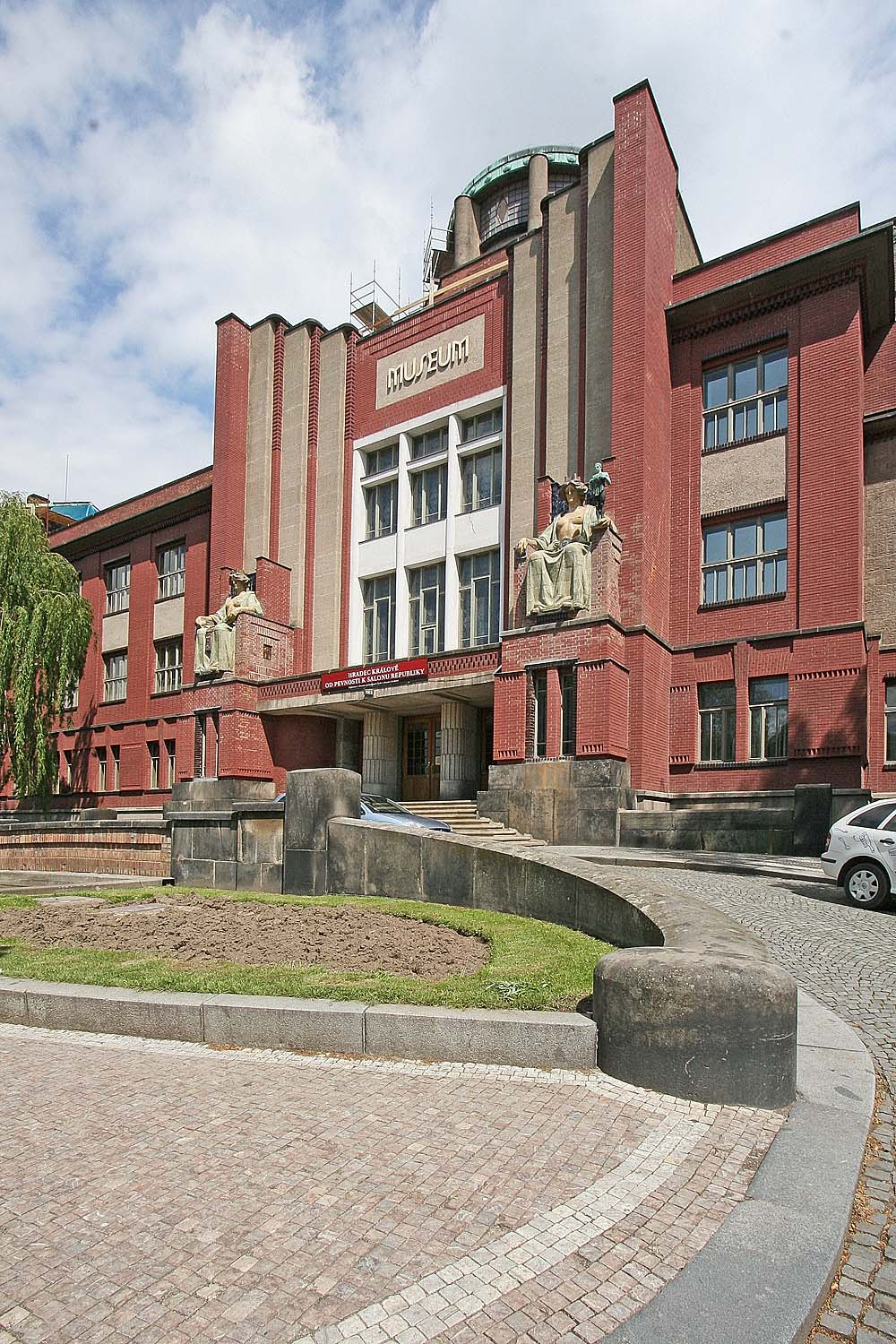
Museo de Bohemia Oriental

Jan Kotěra (18 de diciembre de 1871 en Brno - 17 de abril de 1923 en Praga) fue un arquitecto checo, artista y diseñador de interiores y una de las figuras clave de la arquitectura moderna en Bohemia. 
Nacido en Brno, la mayor ciudad de Moravia, de padre checo y madre de habla alemana, estudió arquitectura en Viena durante los últimos días del Imperio austro-húngaro, en el marco del maestro vienés Otto Wagner.
Kotěra volvió a Praga en 1897 para ayudar a fundar un movimiento dinámico de artistas y arquitectos nacionalistas checos en torno a la Unión Mánes de Bellas Artes.
Con grandes influencias de la Secesión de Viena, su obra se sitúa a caballo entre los diseños de finales del siglo XIX y la modernidad temprana. Kotěra colaboró con escultores checos como Jan Štursa, Sucharda Stanislav, y el hijo de Stanislav Vojtěch Sucharda en una serie de edificios.
Como profesor, Kotěra formó a una la generación de arquitectos checos, incluyendo Josef Gočár, que llevaría la modernidad Checa a su cima más alta en los años previos a la ocupación nazi en 1938, o a Jan Letzel, arquitecto de la cúpula Genbaku.

## Obras
- Museo de Bohemia Oriental en Hradec Králové, (1908-1912)
- Casa Peterka, 12 de la Plaza de Wenceslao, Praga (1899-1900)
- Villa de Tomas Bata en Zlín
- Facultad de Derecho de la Universidad Charles de Praga (1924-1927)
- Dos monumentos a los miembros de la familia Perutz en el Nuevo Cementerio Judío

- Datos: Q506594
- Multimedia: Jan Kotěra / Q506594